# Myopsyche ochsenheimeri
Myopsyche ochsenheimeri is een vlinder uit de familie spinneruilen (Erebidae), onderfamilie beervlinders (Arctiinae). De wetenschappelijke naam van de soort is voor het eerst geldig gepubliceerd in 1829 door Boisduval.
Deze nachtvlinder komt voor in tropisch Afrika.